# Distretto di March
Il distretto di March è un distretto del Canton Svitto, in Svizzera. Confina con i distretti di Svitto, di Einsiedeln e di Höfe a ovest, con il Canton San Gallo (distretto di See-Gaster) a nord e con il Canton Glarona a sud-est. Il capoluogo è Lachen. Comprende una parte del lago di Zurigo.

## Comuni
Amministrativamente è diviso in 9 comuni:
- Altendorf
- Galgenen
- Innerthal
- Lachen
- Reichenburg
- Schübelbach
- Tuggen
- Vorderthal
- Wangen